# Sydney McLaughlin-Levrone
Sydney Michelle McLaughlin-Levrone (djevojački Sydney McLaughlin; New Brunswick, New Jersey, 7. kolovoza 1999.) američka je preponašica i sprinterica koja se natječe u utrci na 400 metara s preponama i svjetska je rekorderka u toj disciplini. 
Olimpijska je pobjednica iz Tokija 2020. i Pariza 2024. sa svjetskim i olimpijskim rekordom te svjetska prvakinja 2022. godine. Postavila je svjetski rekord od 50,37 sekundi na Olimpijskim igrama u Parizu 8. kolovoza 2024., srušivši svoj stari svjetski rekord od 50,65 sekundi. Ona je prva atletičarka koja je oborila četiri svjetska rekorda u istoj disciplini: postavivši četiri svjetska rekorda tijekom 13 mjeseci, bila je prva žena koja je oborila granice od 52 sekunde (lipanj 2021.) i 51 sekunde (srpanj 2022.) na 400 m prepone. Osvojila je srebrnu medalju na Svjetskom prvenstvu 2019. Na sva tri natjecanja uzela je i zlato u ženskoj štafeti 4×400 m.
Kao 15-godišnjakinja, bila je svjetska juniorska prvakinja 2015. godine. Godine 2016. bila je najmlađa atletičarka od Deneana Howarda 1980. koja se kvalificirala za američki olimpijski tim, nakon što je zauzela treće mjesto na američkim olimpijskim kvalifikacijama, s najboljim rezultatom na svijetu do 18 godina od 54,15 sekundi, a tada je bio i svjetski rekord do 20 godina. Drži trenutačni svjetski rekord do 20 godina od 53,60 sekundi, postigavši juniorski osobni rekord od 52,75 s (nije ratificiran), s obje ocjene postavljene 2018. Osim McLaughlin-Levrone, samo su još tri žene ikada probile granicu od 52 sekunde, a samo je još jedna bila brža 51 sekunde. Ona drži šest od deset najbržih vremena na svjetskoj listi svih vremena. Bila je prvakinja Dijamantne lige 2019.
Godine 2022. McLaughlin-Levrone izabrana je za najbolju atletičarku godine.